# Gue

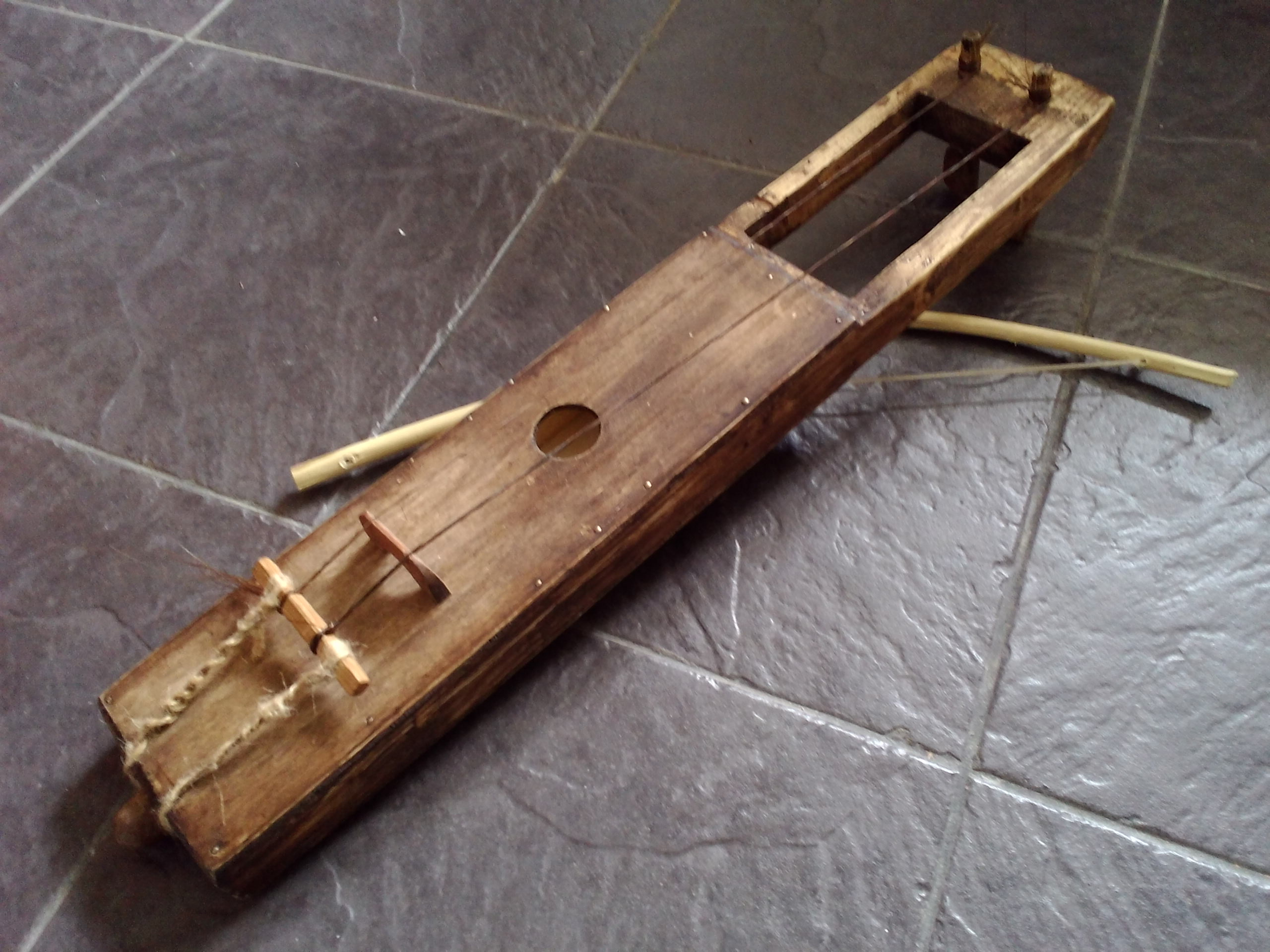

El gue es un tipo de instrumento musical de cuerdas extinto. Es un tipo de lira de arco o cítara de dos cuerdas de las islas Shetland.  Extinto en la actualidad, existen registros que indican que el instrumento estuvo en uso por lo menos hasta 1809, siendo descrito en las obras de sir Arthur Edmondstone.
No se conocen con precisión los detalles exactos del gue, pero probablemente se asemejara a las liras de arco extintas tales como la giga noruega, o la talharpa sueca o estonia o la jouhikko finlandesa. Sin embargo, otros musicólogos consideran que el gue se asemejaba en mayor medida a la fiðla de Islandia, una cítara de arco de dos cuerdas.  Peter Cooke hace notar que la existencia de la cítara de arco tautirut entre los pueblos inuit en zonas de Canadá influidos por marineros de Orkney y Shetland, puede ser interpretada como evidencia que la cítara de arco inuit se basa en el modelo de Shetland.

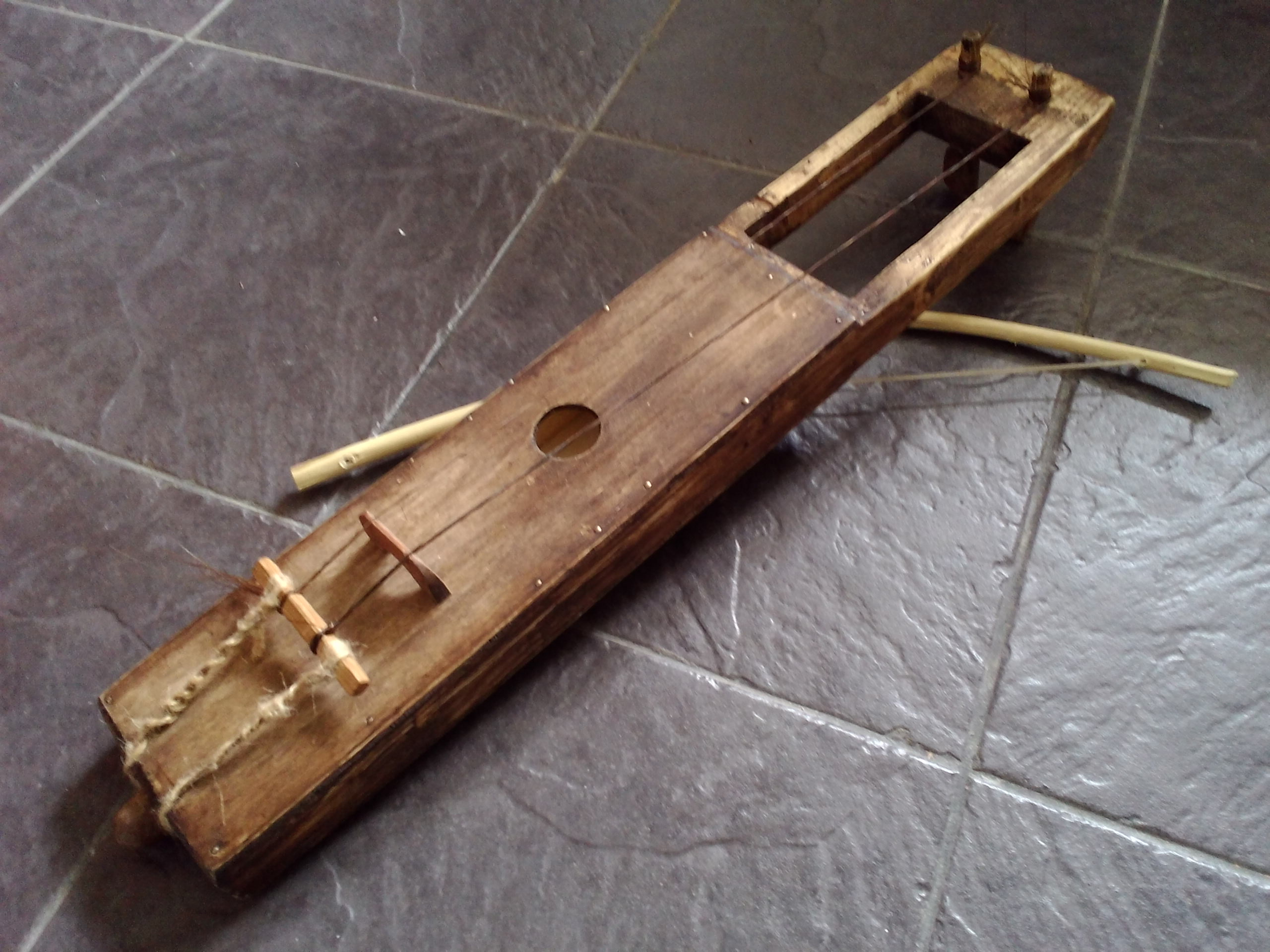
Recreación obra de Charlie Bynum de un gue de Shetland, donado al Museo de Shetland.

La primera persona en recrear el gue de Shetland para su uso por músicos modernos fue el lutier y músico Corwen Broch de Ancient Music, que los comenzó a construir en el 2007. Admite que la suya es una reconstrucción tentativa desarrollada para investigaciones de arqueología musical basada en gran medida en el diseño de la lira de arco escandinava y descripciones escritas de las obras de Otto Andersson.